# Bruno Ziz
Bruno Ziz (Pola, 21 agosto 1920 – Taranto, 1981) è stato un calciatore e allenatore di calcio italiano, di ruolo centrocampista.

## Carriera
In gioventù milita nel Grion Pola.
Debutta in Serie B nella stagione 1946-1947 con il Siracusa, disputando tre campionati cadetti e totalizzando 75 presenze e 6 reti.
Nel 1949 passa al Catania disputando altre 4 partite in Serie B. Nel 1950-1951, nel 1951-1952 e nel 1952-1953 è al Ragusa.
Inizia intanto a fare il giocatore allenatore proprio a Ragusa (nel 1952-53), passando solo ad allenare nella stagione seguente. Ha allenato anche la Battipagliese nella stagione 1968/1969 (Serie D - Girone G).